# Edward Kavazanjian
Edward Kavazanjian (* um 1951) ist ein US-amerikanischer Bauingenieur, der sich mit Geotechnik befasst und Professor an der Arizona State University ist.
Kavazanjian studierte am Massachusetts Institute of Technology (Bachelor-Abschluss 1973, Master-Abschluss 1975) und wurde 1978 an der University of California, Berkeley, promoviert. Er arbeitete 20 Jahre als Bauingenieur, bevor er 2004 Associate Professor und später Professor an der Arizona State University wurde. Er ist dort am Global Institute of Sustainability (Nachhaltigkeit) und der School of Sustainable Engineering and the Built Environment (Schule für nachhaltiges Ingenieurswesen und Bauwesen).
Er befasste sich mit bodenmechanischen Kennwerten von Müll (wichtig für den Entwurf von Mülldeponien), geotechnischem Entwurf und Analyse von Mülldeponien und Verhalten von Mülldeponien und Highways bei Erdbeben. Im Fall des Erdbebenverhaltens von Mülldeponien ist er Ko-Autor einer entsprechenden Richtlinie der US Umweltbehörde (Environmental Protection Agency, EPA) und im Fall von Highways einer Richtlinie der FHWA (Federal Highway Administration).
2009 erhielt Kavazanjian den Ralph B. Peck Award der ASCE, 2010 den Thomas A. Middlebrooks Award und 2011 den Terzaghi Award. 2022 war er als Terzaghi Lecturer ausgewählt.
2009 war er Präsident des Geo-Institute der ASCE.